# Sebedražie
Sebedražie (allemand : Siebenandreas, hongrois : Szebed) est un village de Slovaquie situé dans la région de Trenčín.

## Histoire
La première mention écrite du village date de 1245.

## Démographie

### Évolution de la population
| Année:               | 1994. | 2004.   | 2014.   | 2024.   |
| -------------------- | ----- | ------- | ------- | ------- |
| Nombre de personnes: | 1666  | 1726    | 1771    | 1666    |
| Différence:          |       | +3,60 % | +2,60 % | -5,92 % |

| Année:               | 2023. | 2024.   |
| -------------------- | ----- | ------- |
| Nombre de personnes: | 1688  | 1666    |
| Différence:          |       | -1,30 % |